# Herb Świętochłowic
Herb Świętochłowic – jeden z symboli miasta Świętochłowice w postaci herbu.

## Wygląd i symbolika
Herbem jest tarcza herbowa dwudzielna w słup i kolejno jej lewa strona dwudzielna w pas. Po prawej (heraldycznie) stronie na błękitnym tle złoty półorzeł górnośląski patrzący w prawo, z czerwonym językiem. Po lewej stronie, w górnej części, na czerwonym tle złoty herb górniczy, a w dolnej części, także na czerwonym tle – złote koło wodne (albo koło zębate).
Złoty półorzeł nawiązuje do przeszłości związanej z Piastami górnośląskimi, dawnymi władcami tych ziem. Herb górniczy i koło zębate (albo koło wodne) to symbole przemysłu ciężkiego, któremu gmina i powiat zawdzięczały swój rozwój. 

## Historia

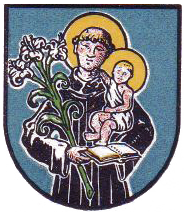
Dawny herb Świętochłowic

Na początku istnienia miejscowości na jego herbie widniała postać św. Antoniego Padewskiego, opiekuna ludzi potrzebujących, który trzymał w jednej ręce Dzieciątko Jezus, a w drugiej kwiat lilii. Pierwszy taki odcisk zachował się na pieczęci z 25 października 1825, ale przyjmuje się, że powstał w drugiej połowie XVIII wieku. Używano go niemal sto lat, ponieważ ostatnie odciski pochodzą z 1873. Natomiast aż do 1939 św. Antoni widniał na pieczęci gminnej.
1 stycznia 1947 Świętochłowice powołały organy miejskie i pozostały nieoficjalnie przy dawnym godle gminnym. Religijny charakter herbu nie podobał się komunistycznym władzom. Zastąpiono go herbem wzorowanym na herbie widniejącym na frontonie budynku dawnego starostwa, oddający przemysłowy charakter miasta: w tarczy dzielonej w słup, w prawym błękitnym polu widniał półorzeł, w lewym górnym czerwonym polu skrzyżowane pyrlik i żelazko, u dołu złote koło zębate. Dodatkowo na tarczę nasunięto biały równoramienny krzyż, którego końce nie stykały się z krawędzią tarczy. Ostatecznie usunięto prawe ramię krzyża i dociągnięto pozostałe ramiona do krawędzi tarczy. Tym samym zrezygnowano z ostatniego religijnego elementu w herbie.
Uchwałą Rady Miejskiej nr XIV/103/95 z 30 sierpnia 1995 przyjęto wzór herbu zaprojektowany przez Szymona Kobylińskiego.